# Aemocia borneana
Aemocia borneana là một loài bọ cánh cứng trong họ Cerambycidae.